# Rambler (Ashford)
Rambler is een historisch merk van motorfietsen.
De bedrijfsnaam was: Norman Cycles Ltd., Ashford, Kent, later Raleigh Industries Ltd., Nottingham (1937-1961).
Het Engelse merk Norman kwam aanvankelijk met 98 cc-modellen op de markt, en ging vanaf 1939 Rudge-98 cc autocycles in licentie bouwen.
Van 1946 tot 1954 bouwde men fietsen met 98-, 122- en 197 Villiers-hulpmotoren. Eind jaren vijftig kocht Norman de resten van het merk Achilles in Wilhelmshafen-Langewerth op.
Voor de motorfietsenproductie werden 98- tot 248 cc Villiers-tweetaktmotoren gebruikt. In sommige landen was een 198 cc-model onder de merknaam Rambler leverbaar. Deze naam werd alleen voor de export gebruikt. Norman leverde ook inbouwmotoren aan andere merken. In 1961 werd het merk opgekocht door de Raleigh-groep.